# Classe Mirka
La classe Mirka est le code OTAN pour une classe de frégates légères ASM construites dans les années 1960 pour la Marine soviétique. Leur désignation soviétique était Projet 35. Un total de 18 navires ont été construits, retirés du service au début des années 1990.

## Historique
Lors de l'incident de la mer Noire de 1988, la frégate soviétique SKR-6 de Classe Mirka entre en collision volontaire avec l'USS Caron de Classe Spruance pour le chasser hors des eaux territoriales soviétiques.

## Armement
- 2 tourelles AK-726  de 76mm (3 pouce)
- 4 Lance rocket anti-sous-marine RBU-6000(2 sur certains navires)
- 5 Tube lance-torpilles anti-sous-marine de 406mm (16 pouce)